# 庸见词典
《庸见词典》（法语：Dictionnaire des idées reçues ou Catalogue des opinions chics）是法国作家古斯塔夫·福樓拜未完成的文学作品，以詞典的形式汇集了福楼拜设想的释义和格言。 

## 背景
这部作品的创作贯穿了福楼拜的大半生，但最终仍未完成。实际上，在1850年与法国诗人路易·布伊勒探讨之后，福楼拜就开始整理他的格言以及同时代法国社会的种种成见。尚不清楚福楼拜是想将该文集独立出版还是将其添加到未完成的小说《布瓦尔和佩库歇》附录中。 
在艾蒂安·路易斯·费雷尔进行编辑之后，路易斯·康纳德出版社于1913年（福楼拜去世后23年）出版了《庸见词典》。它包含了约一千个普通名词或专有名词的定义，并多次使用了黑色幽默的手法。 

## 主题
主题变化多样，不过有些主题反复出现，例如卫生与健康、过分讲面子、公共场所与公式化的审美，以及无意义的愤怒等话题。福楼拜经常将动词不定式用作无人称的命令式，这使得《庸见词典》如同一部社交行为手册的滑稽版。  